# Heinrich Hanselmann
Heinrich Hanselmann (St. Peterzell, Sankt Gallen kanton, 1885. szeptember 15. – Ascona, 1960. február 29.) svájci gyógypedagógus, a Zürichi Egyetem első gyógypedagógiai tanára (1931–1950), az orvostudományok tiszteletbeli doktora (1956), a Nemzetközi Gyógypedagógiai Társaság elnöke (1937–), majd tiszteletbeli elnöke (1947–).

## Élete
Heinrich Hanselmann egy svájci hegyi parasztcsalád fia, a schiers-i tanárszemináriumot látogatta, majd 1905 és 1908 között Szt. Gallenben a süketek intézetében tanított. Egyetemi tanulmányait Zürichben, Berlinben és Münchenben folytatta, 1911-ben lett bölcsészdoktor. Ezután többféle munkakört töltött be (előbb pszichológus asszisztens, majd a nehezen nevelhető fiatalkorúak egyik intézetének vezetője Frankfurt am Mainban 1911 és 1916 között; a „Pro Juventute” alapítvány munkatársa, továbbfejlesztője és központi titkára Zürichben (1916 és 1923 között), és már megírta (1923-ban) első műveit: Jakobli. Egy fiúból kettő lett és Jakob. Ő és az Ő énje c., amelyek 1931-ben jelentek meg. Pályája egyik kiemelkedő állomásához 1924-ben érkezett el, közreműködött a Zürichi Egyetemen a Gyógypedagógiai szeminárium megszervezésében, annak vezetője lett és gyógypedagógiából habilitált.
1925-ben mecénási támogatással ismét nevelőotthont alapított és vezetett 1930-ig. Ekkor jelent meg nagy hírű gyógypedagógiai alapmunkája („Bevezetés a gyógypedagógiába”) és 1931-ben elsőként egyetemi gyógypedagógiai katedrát kapott a Zürichi Egyetemen. Eddig is sokrétű oktató, tanácsadó és kutató munkájában új terület 1930–38 között a népművelés és a felnőttnevelés. 1951-ben megjelent Andragogik (=Felnőttnevelés) c. műve új fogalom: andragógia és egyben egy új neveléstudományi diszciplína rendszerét jelentette a neveléstudomány történetében. Önvallomása szerint az igazi munkaterülete mindig a gyógypedagógia maradt.
Érdeklődésének előterében a nehezen nevelhetők teljesítmény és viselkedészavarokkal küzdők) álltak, de gyógypedagógia és a  gyógypedagógiai pszichológia egyik kiemelkedő teoretikusa is volt. 1930-ban megjelent - már említett - klasszikus gyógypedagógiai munkájában a gyógypedagógiáról átfogó meghatározást adott: „A gyógypedagógia mindazon gyermekek oktatásának, nevelésének és gyámolításának tana, akiknek testi-lelki fejlődését individuális és szociális tényezők tartósan gátolják.”
Heinrich Hanselmann egyik mai svájci méltatója szerint: „E meghatározásban igen figyelemreméltó a 'gyámolító' (gondozói) tevékenység bevonása a gyógypedagógia feladatkörébe, hiszen ma ez jobbára más szakterületek - pl. a szociális munka – kompetenciájába tartozik.” (U. Haeberlin, 1995.)

## Heinrich Hanselmann hatása Magyarországon
Heinrich Hanselmann 1938-ban Budapesten, a Gyógypedagógiai Tanárképző Főiskolán tartott előadásában szintén meghatározta a gyógypedagógiát: „A gyógypedagógia tudománya fejlődésükben gátolt gyermekek s fiatalkorúak test- és lélektani megismerésének, egyben azok orvosilag támogatott nevelési, oktatói és gyámolítói tevékenységének tana.” E meghatározásban új és figyelemreméltó, hogy Heinrich Hanselmann már a „test- és lélektani megismerés” aspektusát is hangsúlyozza, ami a gyógypedagógia komplex és interdiszciplináris értelmezését jelenti.
Hanselmann alapmunkáiban (1930, 1941) a „fejlődésbeli gátoltság” fogalma központi szerepet kap. Hanselmann terminológiája szerint a gyógypedagógia körébe a fejlődésükben gátoltak (gyógypedagógiai speciális nevelést igénylő személyek) tartoznak. Hanselmann pszichológiai modellje szerint a fejlődésbeli gátoltság a felvétel szerveinek, a feldolgozás lehetőségeinek vagy a leadás csatornáinak károsodásain nyugodhat, így „a gyógypedagógia négy munkaterületét különíthetjük el egymástól, úgymint:
- 1. a felvételben károsodottak (vak, süket, látászavaros és nagyothalló gyermekek);
- 2. a feldolgozásban károsodottak (gyengeelméjűek);
- 3. a leadásban károsodottak (neuropáthiás és pszichopátiás konstitúciójú, neurotikus, beszédzavaros és testi fogyatékos gyermekek)
- 4. a környezeti károsodottak (elhanyagolt gyermekek)”.

A gyógypedagógia alapkérdéseiről a Heinrich Hanselmann - és a magyar Ranschburg-iskola tagjai: Vértes O. József, Tóth Zoltán, Szondi Lipót által képviselt nézetek hatottak egymásra, kiegészítették egymást és együtt alkották a XX. sz. első felében az Európában jellegzetes gyógypedagógiai irányzatot.

## Munkái (válogatás)
- Schwererziehbare Kinder. Bern, 1927
- Einführung in die Heilpädagogik. Zürich u. Leipzig, 1930 1 ; 1962 6.
- Jakobli. Aus einem Büblein werden zwei. Zürich, 1931
- Jakob. Sein Er und sein Ich. Zürich, 1931
- A gyógypedagógia problémái. Magyar Gyógypedagógia, 1938. 1-4. 2-17.
- Grundlinien zu einer Theorie der Sondererziehung. Erlenbach-Zürich, 1941
- Andragogik. Zürich, 1951